# Loi de modernisation sociale
 (janvier 2019).
Si vous disposez d'ouvrages ou d'articles de référence ou si vous connaissez des sites web de qualité traitant du thème abordé ici, merci de compléter l'article en donnant les références utiles à sa vérifiabilité et en les liant à la section « Notes et références ».
Lire en ligne

La Loi du 17 janvier 2002 de modernisation sociale sur le site de légifrance

La loi n°2002-73 du 17 janvier 2002 de modernisation sociale est une loi française promulguée par le gouvernement Lionel Jospin concernant le droit du travail, la santé, le logement. Outre le Code du travail, les 224 articles de la loi modifient le Code du commerce, le Code de la santé publique, le Code de la sécurité sociale, le Code de l'éducation, le code de la construction et de l'habitation, etc.
Le Titre II, chap. I, section 1 (« Prévention des licenciements ») institue l'expression « plan de sauvegarde de l'emploi » qui remplace celle de « plan social ». Des modifications de fond sont associées à ce changement lexical. Une série de ces dispositions fut cependant abrogée par le gouvernement Raffarin, via la « loi n° 2003-6 du 3 janvier 2003 portant relance de la négociation collective en matière de licenciements économiques ».
Le chap. IV du même titre définit le harcèlement moral au sein de l'entreprise. 

## Plan

### Titre I: santé, solidarité, sécurité sociale

#### Chapitre IV: Pratiques et études médicales
Modifications du Code de la santé publique. 

### Titre II: travail, emploi et formation professionnelle

#### ChapitreIer: Protection et développement de l'emploi

##### Section 1: Prévention des licenciements
L'art. 96, désigné sous le nom d'« amendement Michelin » à la suite du licenciement boursier effectué par la firme du même nom, disposait :
« Dans les entreprises où la durée collective du travail des salariés est fixée à un niveau supérieur à trente-cinq heures hebdomadaires ou supérieur à 1 600 heures sur l'année, l'employeur, préalablement à l'établissement du plan de sauvegarde de l'emploi et à sa communication en application de l'article L. 321-4 aux représentants du personnel, doit avoir conclu un accord de réduction du temps de travail portant la durée collective du travail des salariés de l'entreprise à un niveau égal ou inférieur à trente-cinq heures hebdomadaires ou à 1 600 heures sur l'année. »

##### Section 3: Plan de sauvegarde de l'emploi et droit au reclassement
L'art. 107 fut déclaré non conforme à la Constitution par décision du Conseil constitutionnel (n° 2001-455 DC du 12 janvier 2002).
L'art. 108 ajoute au Code du travail (L321-1) la disposition suivante, qui a fait l'objet d'une jurisprudence abondante :
« Le licenciement pour motif économique d'un salarié ne peut intervenir que lorsque tous les efforts de formation et d'adaptation ont été réalisés et que le reclassement de l'intéressé sur un emploi relevant de la même catégorie que celui qu'il occupe ou sur un emploi équivalent ou, à défaut, et sous réserve de l'accord exprès du salarié, sur un emploi d'une catégorie inférieure ne peut être réalisé dans le cadre de l'entreprise ou, le cas échéant, dans les entreprises du groupe auquel l'entreprise appartient. Les offres de reclassement proposées au salarié doivent être écrites et précises. »